# Ющенко Анатолій Панасович
Анато́лій Пана́сович Ю́щенко (рос. Анатолий Афанасьевич Ющенко; * 3 червня 1936, село Країлівка, нині Чернігівської області) — український і російський науковець-лепролог. Доктор медичних наук. Професор.

## Біографічні відомості
1963 року закінчив лікувальний факультет Львівського медичного інституту.
У 1963—1964 роках працював лікарем Українського лепрозорію у Львові, у 1964—1974 роках — науковим співробітником Центрального шкірно-венерологічного інституту в Москві.
У 1974—2005 роках — директор Науково-дослідного інституту з вивчення лепри Міністерства охорони здоров'я Російської Федерації (Астрахань). Нині — провідний науковий співробітник цього інституту.
Почесний громадянин Астрахані (1997).